# Юдикаэль (граф Ренна)
Юдикаэль II (фр. Judicaël, брет. Yezekael; погиб 1 августа или 8 ноября 888/890) — граф Поэра с 871 года, граф Ренна и король Бретани (северной части) с 876 года.

## Происхождение
Имя отца Юдикаэля в источниках не называется. Регино Прюмский упоминает, что мать Юдикаэля была дочерью короля Эриспоэ. На основании этого сообщения считается, что он был сыном Гурвана, графа Ренна, а позже короля Бретани.

## Биография
Вероятно, во время правления Саломона (по крайней мере начиная с 871 года) Юдикаэль был графом Поэра. После смерти Гурвана около 876 года Юдикаэль стал графом Ренна и королём в северной Бретани.
В отличие от своего предшественника, который боролся против короля южной Бретани Алена I, Юдикаэль перед лицом общей угрозы нападения на Бретань норманнов, захвативших и разрушивших Сен-Ло, объединился с Аленом. Юдикаэль погиб в битве при Кестамбере, сражаясь с норманнами. Регино Прюмский указывает, что Юдикаэль умер в 890 году, однако при этом упоминает, что эта дата возможно не точна. Тот же год указан и в Анналах Меца. Современные исследователи полагают, что Юдикаэль погиб в 888 или 889 году. После его смерти Бретань оказалась объединена Аленом I.

## Наследники
Неизвестно, были ли у Юдикаэля дети. Родственником Юдикаэля был граф Ренна Юдикаэль Беранже, живший в X веке, однако точная степень их родства не установлена.